# Pilea ceratocalyx
Pilea ceratocalyx är en nässelväxtart som beskrevs av Hugh Algernon Weddell. Pilea ceratocalyx ingår i släktet pileor, och familjen nässelväxter. Inga underarter finns listade i Catalogue of Life.